# Levenspunt

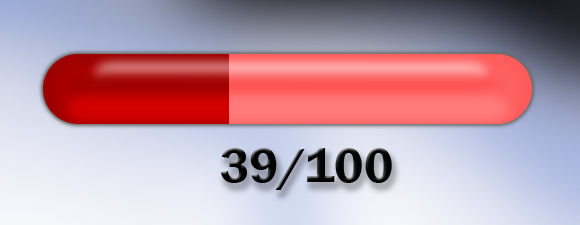
Levenspunten worden in RPG's vaak aangeduid in balken of staven waarin de donkerste kleur de hoeveelheid levenspunten die over zijn aanduid

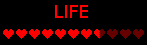
Levenspunten worden vaak vertoond in de vorm van icoontjes (vaak in de vorm van hartsymbolen)

Levenspunten (of in het Engels health/hit points, afgekort als HP) is een computerspelterm die vaak gebruikt wordt in vechtspellen. De genres waarin deze term wordt gebruikt zijn uiteenlopend, maar kunnen worden geplaatst in de categorieën role-playing games, shooters en beat 'em ups. 
Levenspunten duiden aan hoeveel schade een personage tijdens het spel kan verdragen. Levenspunten worden verminderd als een personage fysieke schade (soms mentale schade) oploopt, bijvoorbeeld tijdens een gevecht. Wanneer een personage niet meer over levenspunten beschikt, is het personage dood of bewusteloos. Als dit de actieve speler overkomt, kan hij, afhankelijk van het spel, opnieuw beginnen (al dan niet vanaf een checkpoint), kan het personage tot leven komen op de plek van overlijden, of bij bewusteloosheid weer tot leven komen door magische dranken te drinken.